# Feliciano Alves
Feliciano Alves de Fátima, Kampfname Mau Siri, ist ein osttimoresischer Politiker.

## Werdegang
Alves ist einer der wenigen Mitglieder des Zentralkomitees der FRETILIN (CCF) von 1975, die den Unabhängigkeitskrieg gegen Indonesien überlebten. Hier kommandierte er eine Einheit der FALINTIL.
Für die Associação Social-Democrata de Timor (ASDT) saß Alves von 2001 an in der verfassunggebenden Versammlung Osttimors, die mit Erlangung der Unabhängigkeit 2002 zum Nationalparlament Osttimors wurde. Alves blieb bis zum Ende der Legislaturperiode 2007 Abgeordneter. Hier war er Sekretär der Kommission II für staatliche Ordnung und Politik. Außerdem war Alves ein führendes Mitglied der Veteranenorganisation CPD-RDTL.
Von 2007 bis 2012 war Alves eines von fünf vom Nationalparlament bestimmten Mitgliedern des Staatsrates.

## Auszeichnungen
- Ordem de Dom Boaventura (2006)[1]